# Manuel de Coloma y Escolano
Manuel de Coloma y Escolano, II marquès de Canales (Madrid, 1637 - Salamanca, 1717) home d'estat castellà, ocupà diversos càrrecs durant la darrera fase del regnat de Carles II de Castella. Partidari de l'absolutisme fou lleial a Felip V de Castella essent nomenat extra-oficialment secretari del Despatx de Guerra el 15 de setembre de 1703. Destituït l'agost del 1704 arran de la caiguda de Jean Orry, quan aquest recuperà el favor del rei el 1705 el tornà a nomenar com a homes de confiança per a afers relacionats amb el finançament de la Guerra de Successió.

## Orígens familiars
Fill de Pedro Coloma Navajas, I marquès de Canales, i de Mariana Escolano. Era del llinatge català dels Coloma però d'una branca procedent de la Rioja.

## Matrimoni i descendents
Es casà amb Maximiliana T'Serclaes i Tylli, filla d'Albert Octave de T'Serclaes i Tylli.

## Biografia
El su pare era cavaller de l'Orde de Santiago, senyor de Yunquillos, Gallegos i Riachuelo. Havia estat conseller al Consell de Guerra i secretari del Consell d'Ordes. Havia intervingut en el matrimoni entre Carles II i Maria Lluïsa d'Orleans, motiu pel qual se li concedí el títol de marquès de Canales el 1680.
Manuel fou educat al Col·legi de San Bartolomé de la Universitat de Salamanca i acabada la seva formació jurídica inicià la carrera política. Esdevingúe alcalde d'hijosdalgos a Valladolid i oïdor a la Reial Audiència i Cancelleria de Granada. Després fou fiscal del Consell de Guerra i conseller honorari del Consell de Castella. El 1676 fou nomenat ambaixador a la República de Gènova, després a les Províncies Unides, i successivament al regne d'Anglaterra. Retornà el 1699 i Carles II el nomenà gentilhombe de cambra. Després de la mort de Carles II l'1 de novembre de 1700 fou partidari de Felip V i se'l nomenà tinent general i comandant suprem de l'artilleria espanyola a la primera fase de camapanya italiana de la Guerra de Successió Espanyola (1701-1702). Les dissensions entre l'enviat francès Jean Orry i el secretari del Despatx Universal Antonio de Ubilla provocaren un conflicte i a aquest darrer li foren sostretes les competències relacionades amb els temes de guerra, que foren assignades el 15 de setembre de 1703 a Manuel de Coloma y Escolano. Poc després es creà la Tresoreria Major de Guerra, sota la seva supervisió i al capdavant de la qual se situà a comte Moriana. Arran de la desastrosa campanya portuguesa (1703-1704) Jean Orry fou cridat a Versalles i Manuel de Coloma y Escolano destituït l'agost de 1704, atorgant-se-li una plaça al Consell d'Estat. Al retorn d'Orry el maig del 1705 aquest el recuperà per a encarregar-se d'afers relacionats amb la guerra.